# The Super Mario Bros. Super Show!
The Super Mario Bros. Super Show! var en amerikansk TV-serie från 1989, producerad av DIC Entertainment. I Sverige kallades serien för Supermariobrödernas supershow och visades i TV3, Filmnet och Fox Kids, och även på Barnkanalen och har även blivit utgiven på VHS.[källa behövs] Den sändes fem dagar i veckan genom syndikering och producerades i 65 avsnitt. Som ramberättelse visades spelfilmsinslag där Mario (spelad av Lou Albano) och Luigi (spelad av Danny Wells) drev ett rörmokeri i Brooklyn, New York, och tog emot gäster. Emellan gästerna presenterade de också animerad film:
- Super Mario Bros - Mario, Luigi, Prinsessan Toadstool och Toad upplever äventyr och stöter på problem när kung Koopa (Kung Bowser) är i farten. Serien baserades på TV-spelen Super Mario Bros. och Super Mario Bros. 2 och visades måndag-torsdag.
- Legenden om Zelda - Link och Zelda på äventyr i en serie som visades på fredagar och baserades på TV-spelet med samma namn.

Efterföljaren till Super Mario Bros. Super Show var Club Mario, som fyllde dess plats i syndikeringen. Serien sändes 1990-1991. De animerade delarna kvarstod som tidigare, i samband med att repriserna visades, men ramberättelsen ersattes av den nyskapade figuren Tommy Treehugger, spelad av Chris Coombs. Även denna serie omfattade 65 avsnitt.

## Röster

### Engelskspråkiga röster
- Mario - Lou Albano (både live-action och röst som animerad)
- Luigi - Danny Wells (både live-action och röst som animerad)
- Toad - John Stocker
- Prinsessan - Jeannie Elias
- Koopa - Harvey Atkin

m fl.

### Svenskspråkiga röster (i urval)
Två dubbningar har gjorts i Sverige, en för TV visningar på Filmnet som dubbades av Eurotroll medan man använder en annan dubbning på VHS utgåvorna gjord av Videobolaget. Gunnar Ernblad stod för översättningen av Eurotrolls version. Det finns ingen dokumentation om vem det var som översatte Videobolagets version, mest sannolikt är att Kit Sundqvist eller Jan Nygren gjorde den.
Eurotroll
- Mario - Steve Kratz
- Luigi - Johan Hedenberg
- Toad - Hans Jonsson
- Prinsessan - Louise Raeder
- Koopa - Gunnar Ernblad
- Mouser - Peter Sjöquist

Videobolaget
- Mario - Hans Jonsson
- Luigi - Staffan Hallerstam avsnitt 1-4 Gunnar Ernblad avsnitt 5-10
- Toad - Johan Hedenberg  avsnitt 1-4 Gunnar Ernblad avsnitt 5-10
- Koopa - Johan Hedenberg avsnitt 1-4 Sture Ström avsnitt 5-10
- Prinsessan - Jane Björck avsnitt 1-4 Louise Raeder avsnitt 5-10
- Mouser - Staffan Hallerstam avsnitt 1-4 Gunnar Ernblad avsnitt 5-10
- Övriga röster - Maria Weisby, Sture Ström etc

### Fotnoter
1. ↑  ”Series: The Super Mario Bros. Super Show” (på engelska). TV Tropes. 16 mars 1989. http://tvtropes.org/pmwiki/pmwiki.php/Series/TheSuperMarioBrosSuperShow. Läst 1 december 2015.